# Silbentrennungszeichen
Als Silbentrennungszeichen wird ein Zeichen bezeichnet, das benutzt wird, um einzelne Silben beim Schreiben hervorzuheben; jene werden durch das Silbentrennungszeichen voneinander getrennt dargestellt.
Silbentrennungszeichen werden vorwiegend in komplexen Schriftsystemen (wie der tibetischen Schrift) sowie in phonetischer Schreibweise (z. B. Pinyin, siehe Pinyin-Silbentrennungszeichen) verwendet.
In westlichen Sprachen dient es zur Hervorhebung einzelner Silben, während der Bindestrich einzelne Wortteile hervorhebt.
Unicode definiert mit U+2027 (HYPHENATION POINT) einen Silbentrennungspunkt: ‧
Bei Texten in westlichen Sprachen wird stattdessen oft der optisch identische Mittelpunkt (U+00B7 MIDDLE DOT) verwendet: ‧
Sowohl Binde- als auch Trennstriche werden im Alltag häufig als Silbentrennungszeichen verwendet und bezeichnet, da  „Silbentrennung“ synonym zu „Worttrennung“ verwendet wird; siehe auch: Bedingter Trennstrich (englisch soft hyphen, Unicode U+00AD, HTML/XML &shy;)
Beispiele
```
Weg‧fahr‧sper‧re

Sil‧ben trenn‧te sie vor‧her nie.

An- und Ver‧kauf ge‧brauch‧ter Mö‧bel

```